# Fortificações de Salinas
O Forte de Salinas localizava-se no antigo lugar de Salinas, próximo a onde hoje se localiza o Cemitério dos Ingleses, na cidade do Recife, no litoral do estado de Pernambuco, no Brasil.

## História
De acordo com o levantamento do Laboratório de Arqueologia da Universidade Federal de Pernambuco, no contexto da segunda das Invasões holandesas do Brasil (1630-1654), as salinas de Francisco do Rego Barros e a sua moradia tornaram-se um importante foco de resistência contra o invasor. Da Casa do Rêgo ou Forte do Rêgo, partiram comandos de emboscadas para conter o invasor nas posições conquistadas em Recife e Olinda e, em particular, impedir as obras neerlandesas no Forte do Brum. Foi atacada e incendiada em torno de 1631.
Mesmo apesar da perda da Casa do Rêgo, as atividades de emboscada na área das Salinas prosseguiram, adquirindo importância as trincheiras de Luiz Barbalho [Bezerra], outra residência fortificada como um reduto, protegida por um fosso, com estacadas e parapeito, guarnecida por dois artilheiros sob o comando do Capitão Luís Barbalho Bezerra, e artilhada por três peças de calibre 6 libras. Esta posição foi abandonada a partir de 1634 com a queda do Arraial Velho do Bom Jesus e a do Forte do Pontal de Nazaré, no cabo de Santo Agostinho. O Capitão Barbalho retirou-se com sua gente, combatendo por terra, para a capitania da Bahia, onde se notabilizou na defesa de Salvador em 1638 (ver Forte do Barbalho).
No contexto da contra-ofensiva portuguesa um novo entricheiramento, sob o comando do Capitão Apolinário Gomes Barroso, foi erguido em 1649 na região de Salinas.
Na mesma região também foi erguida, posteriormente, uma fortificação neerlandesa: o Forte Soutpanne, denominado pelos naturais de Reduto ou Forte de Salinas. SOUZA (1885) também a denomina como Forte do Rêgo (op. cit., p. 86; BARRETTO, 1958:150; BENTO, 1971), e BARRETTO (1948), ainda, como Casa de Rêgo (op. cit., p. 139). Quando da ofensiva final a Recife, em Janeiro de 1654, o Forte Soutpanne, considerado o mais vulnerável por ser o mais afastado do Recife e de Olinda, foi o primeiro a ser atacado (14 de Janeiro). Sob o comando de Hugo van Meyer, encontrava-se guarnecido por setenta soldados e seus oficiais. O reforço enviado em socorro do forte, representado pelo terço de infataria neerlandesa, interceptado por forças portuguesas sob o comando do Mestre-de-Campo João Fernandes Vieira (1602-1681), auxiliadas pelas do Mestre-de-Campo André Vidal de Negreiros (1606-1680), foi forçado a recuar de volta a Recife. Na madrugada seguinte (15 de Janeiro), os ocupantes do forte capitularam, marcando o inicio da reconquista do Recife. SOUZA (1885) computa a data dessa conquista como 16 de Janeiro de 1654 (op. cit., p. 86), e BARRETTO (1958) como 17 de Janeiro de 1645 (op. cit., p. 139), o que envolve, para este ano, um erro tipográfico.
Ao término do conflito, o Forte de Salinas continuou integrando o sistema defensivo do Recife e de Olinda, encontrando-se arruinado em 1816. Desde 1681, o Morgado das Salinas, Francisco do Rego Barros, fizera erguer uma capela sob a invocação de Santo Amaro, santo do dia da capitulação neerlandesa do forte, razão pela qual também é denominado como Forte de Santo Amaro das Salinas.
A prospeção do Laboratório Arqueológico da Universidade Federal de Pernambuco, em Julho de 1998, não localizou os vestígios desta estrutura.